# Alexander Pyone Cho
Alexander Pyone Cho (ur. 10 lipca 1949 w Oatshitpin) – birmański duchowny rzymskokatolicki, w latach 2011–2024 biskup Pyain.

## Życiorys
Święcenia kapłańskie przyjął 15 marca 1975 i został inkardynowany do diecezji Prome. Pracował głównie jako duszpasterz parafialny, był także m.in. rektorem niższego seminarium oraz części filozoficznej krajowego seminarium w Pyin Oo. W latach 2005–2010 pracował jako misjonarz na terenie amerykańskiej diecezji Salina.
3 grudnia 2010 został mianowany biskupem diecezji Pyain. Sakry biskupiej udzielił mu 27 lutego 2011 abp Giovanni d’Aniello.
3 grudnia 2024 papież przyjął jego rezygnację z pełnionego urzędu.